# Schultesia (planta)
Schultesia es un género  de plantas con flores perteneciente a la familia Gentianaceae. Comprende 31 especies descritas y de estas, solo 11 aceptadas.

## Descripción
Son hierbas anuales, erectas; tallos teretes a angulados o hasta alados. Hojas caulinares opuestas, sésiles, basalmente amplexicaules. Inflorescencias terminales o axilares, dicasios de pocas a muchas flores o 1 flor por reducción de un dicasio simple, flores 4-meras, generalmente grandes y vistosas; cáliz tubular, cupuliforme o urceolado, 4-carinado a 4-alado, lobos más largos o más cortos que el tubo; corola infundibuliforme, rosada o rosácea (en Nicaragua), blanca o purpúrea, lobos lanceolados a triangulares u ovados a obovados; estambres incluidos a ligeramente exertos, filamentos filiformes, basalmente dilatados formando un ala membranácea, anteras oblongas, erectas; ovario 1-locular, placentas entrando en la cavidad, estilo filiforme, no persistente, estigma bilobado. Cápsula rodeada por el perianto marcescente; semillas pequeñas, foveoladas.

## Taxonomía
El género fue descrito por  Carl Friedrich Philipp von Martius y publicado en Nova Genera et Species Plantarum . . . 2(2): 103–104. 1826[1827].

## Especies aceptadas
A continuación se brinda un listado de las especies del género Schultesia (planta) aceptadas hasta abril de 2014, ordenadas alfabéticamente. Para cada una se indica el nombre binomial seguido del autor, abreviado según las convenciones y usos.
- Schultesia australis Griseb.
- Schultesia bahiensis E.F.Guim. & Fontella
- Schultesia benthamiana Klotzsch ex Griseb.
- Schultesia brachyptera Cham. - genciana de Cuba[3]
- Schultesia crenuliflora Mart.
- Schultesia guianensis (Aubl.) Malme
- Schultesia irwiniana E.F.Guim. & Fontella
- Schultesia pachyphylla Griseb.
- Schultesia piresiana E.F.Guim. & Fontella
- Schultesia pohliana Progel
- Schultesia subcrenata Klotzsch ex Griseb.